# Anouk van der Klooster
Anouk van der Klooster (Arnemuiden, 14 april 2001) is een voetbalspeelster uit Nederland. Ze speelt als doelverdediger voor Excelsior in de Vrouwen Eredivisie.

## Clubcarrière
Anouk van der Klooster begon in haar jeugdjaren met voetballen bij JVOZ. Tot 2019 kwam ze uit voor CTO Eindhoven, een opleidingsinstituut van de KNVB. Toen deze werd overgenomen door PSV, besloot Van der Klooster over te stappen naar het Belgische KAA Gent.
In Gent komt Van der Klooster in vijf seizoen vijftien keer uit voor het beloftenelftal, maar zit ze voornamelijk als reservekeepster op de bank.
Om meer speelminuten te kunnen maken,  besluit Van der Klooster te vertrekken bij KAA Gent. Ze neemt contact op met Excelsior waar eerste keepster Isa Pothof had bekend gemaakt te gaan stoppen met voetballen. Na een positief gesprek met de nieuw aangestelde trainer Mathijs Kreugel, tekende Van der Klooster een eenjarig contract bij de Kralingers. In het seizoen 2024/25 was ze eerste keepster van Excelsior en keepte ze alle 22 competitiewedstrijden. Op 25 juli 2025 tekende Van der Klooster een nieuwe verbintenis in Rotterdam.

## Statistieken
| Seizoen | Club                | Competitie         | Competitie | Competitie | Beker | Beker | Overig | Overig | Totaal | Totaal |
| Seizoen | Club                | Competitie         | Wed.       | Dlp.       | Wed.  | Dlp.  | Wed.   | Dlp.   | Wed.   | Dlp.   |
| ------- | ------------------- | ------------------ | ---------- | ---------- | ----- | ----- | ------ | ------ | ------ | ------ |
| 2024/25 | Excelsior Rotterdam | Vrouwen Eredivisie | 22         | 0          | 0     | 0     | 0      | 0      | 22     | 0      |
| 2025/26 | Excelsior Rotterdam | Vrouwen Eredivisie | 0          | 0          | 0     | 0     | 0      | 0      | 0      | 0      |
| Totaal  | Totaal              | Totaal             | 22         | 0          | 0     | 0     | 0      | 0      | 22     | 0      |

Bijgewerkt t/m 25 juli 2025.
1 Van der Klooster ·
2 De With ·
3 Westerink ·
4 Helderman ·
8 Van Spijk ·
10 Hendriks ·
11 Martina ·
12 De Raaff ·
17 Vrij ·
19 De Jong ·
20 Frankena ·
22 Homan ·
43 Hardiek ·
Balkhir ·
Burgers ·
Cherif ·
Gomez ·
Grimmius ·
Haizoun ·
Hilhorst ·
Redouani ·
Verheijen ·
Yamamoto ·
Van der Vlist ·
Coach: Kreugel
· Assistent-coach: Brummel